# 왜젓가락풀

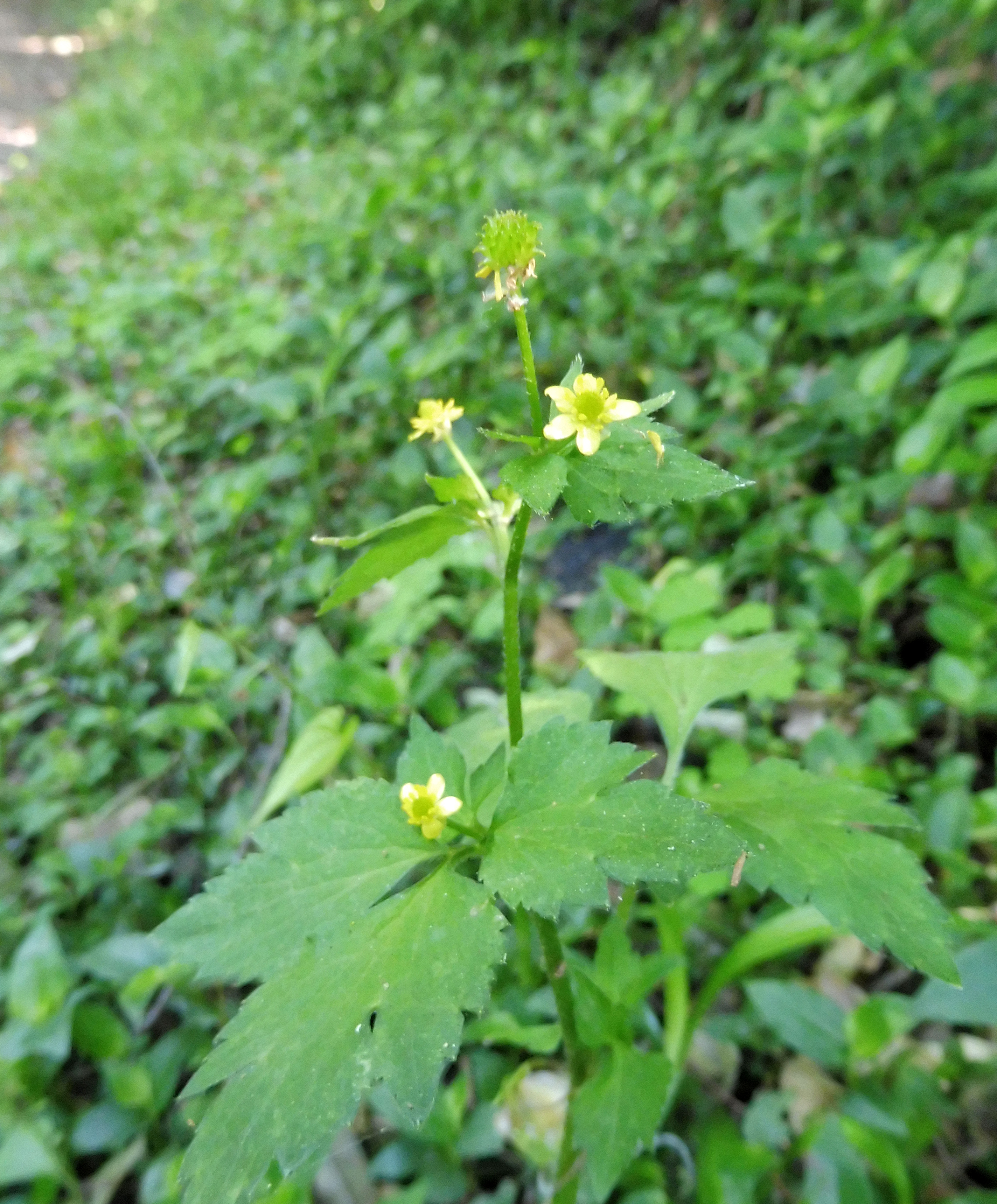

왜젓가락풀(Ranunculus quelpaertensis, Ranunculus silerifolius)은 두해살이풀의 하나이다. 높이가 20-30㎝ 정도이며 30~80cm 높이까지 성장하며 독을 가지고 있다. 잎은 2-3갈래로 갈라져 있으며 잎자루가 짧은 반면, 뿌리잎은 잎자루가 길다. 꽃은 4-7월경에 줄기끝에 달리는데, 각각의 꽃은 휘어진 5개의 꽃받침조각을 가지고 있으며, 5개의 납작하게 벌어진 황색의 꽃잎을 가진다. 많은 수의 수술·암술이 있다. 열매는 수과로 넓은 달걀 모양인데, 다소 편평하며 끝은 뿌리처럼 휘어져 있으며 여러 개가 모여 기둥 모양을 하고 있다. 주로 길가나 도랑 등의 습지에서 자라며 제주·전남 등지에 분포하고 있다.